# Isan Reynaldo Ortiz Suárez
Isan Reynaldo Ortiz Suárez est un joueur d'échecs cubain né le 30 mars 1985 à Guantánamo. Grand maître international depuis 2011, il a remporté le championnat cubain à trois reprises (en 2013, 2014 et 2015). 
Au 1er janvier 2016, Ortiz Suárez est le no 4 cubain et le 225e joueur mondial avec un classement Elo de 2 601.

## Coupes du monde (2011 et 2013)
Ortiz Suárez a joué lors de la coupe du monde d'échecs 2011 (éliminé au premier tour par Nepomniachtchi) et de la coupe du monde 2013 où il élimina Judit Polgár au premier tour avant de perdre contre Maxime Vachier-Lagrave au deuxième tour.

## Compétitions par équipe
Ortiz Suarez a participé au championnat du monde d'échecs par équipes de 2015 (Cuba finit huitième sur dix équipes).
Il a représenté Cuba lors de deux olympiades : en 2012 (comme remplaçant) et lors de l'olympiade d'échecs de 2014 où il jouait comme quatrième échiquier et remporta la médaille d'argent individuelle et son équipe termina septième.